# Druk Pol Football Club
Maillots
Le Druk Pol Football Club, plus couramment abrégé en Druk Pol FC, est un ancien club bhoutanais de football fondé en 2002 et disparu en 1986, et basé à Thimphou, la capitale du pays.
Le club évolue actuellement dans l'A-Division.

## Historique
- 1986 : Fondation du club sous le nom de Royal Bhutan Police FC
- 1996 : Le club est renommé Druk Pol FC
- 1996 : Premier titre de champion du Bhoutan

## Palmarès
- Championnat du Bhoutan (8) :
  - Champion : 1996, 1997, 1998, 1999, 2000, 2002, 2003 et 2012.